# ماريا باردو روخو
ماريا باردو روخو (بالإسبانية: María Pardo Rojo، ولدت في 8 أغسطس 1979، إسبانيا) لاعبة جمباز إيقاعي إسبانية.
حصلت على الميدالية الذهبية في بطولة العالم للجمباز الإيقاعي عام 1995 في فيينا.

## إنجازاتها

### بطولة العالم للجمباز الإيقاعي
- 1994 باريس  فرنسا:  ميدالية فضية في مسابقة الفرق (Team All-around).
- 1994 باريس  فرنسا:  ميدالية برونزية في فئة 6 حبال (Groups 5 Ropes).
- 1994 باريس  فرنسا:  ميدالية برونزية في فئة 4 أطواق + 2 شاخص (Groups 4 Hoops + 2 Clubs).
- 1995 فيينا  النمسا:  ميدالية فضية في مسابقة الفرق (Team All-around).
- 1995 فيينا  النمسا:  ميدالية فضية في فئة 5 أطواق (Groups 5 Hoops).
- 1995 فيينا  النمسا:  ميدالية ذهبية في فئة 3 كرات + شريطيْن (Groups 3 Balls + 2 Ribbons).

### بطولة أوروبا للجمباز الإيقاعي
- 1995 براغ  جمهورية التشيك:  ميدالية برونزية في مسابقة الفرق (Team All-around).
- 1995 براغ  جمهورية التشيك:  ميدالية برونزية في فئة 5 أطواق (Groups 5 Hoops).
- 1995 براغ  جمهورية التشيك:  ميدالية فضية في فئة 3 كرات + شريطيْن (Groups 3 Balls + 2 Ribbons).